# 名探偵コナン 天国へのカウントダウン
『名探偵コナン 天国へのカウントダウン』（めいたんていコナン てんごくへのカウントダウン）は、2001年4月21日に公開された劇場版『名探偵コナン』シリーズの5作目にあたる。上映時間は100分。興行収入は29億円。劇場版『名探偵コナン』5周年記念作品。キャッチコピーは「脱出不可能！ 危険な罠の時間を止めろ!!」。

## 概要
劇場版5周年を迎えた本作では、原作者の青山剛昌が景色をテーマに挙げ、第1作『時計じかけの摩天楼』で主人公・江戸川コナンの正体である工藤新一が脚光を浴びた西多摩市を舞台として、1974年公開のアメリカ映画『タワーリング・インフェルノ』のようなパニックものを提案した。そこでコナンの宿敵である黒ずくめの組織を劇場版に初登場させ、前々作『世紀末の魔術師』から登場していた組織の脱退者である灰原哀（宮野志保）にスポットを当てている。そのため、従来の作品よりも新一と毛利蘭のラブコメを少なめにし、全編に渡って少年探偵団が本格的に事件に絡んで活躍するストーリーを作り上げている。
テレビシリーズの登場人物からは、映画冒頭の解説にて姿のみ描かれてきたジンとウォッカ、灰原の姉・宮野明美（故人であるため、イメージとレコーダーの声のみ）、警視庁鑑識課のトメさんが初登場している。
本作でも、青山が原画を担当した蘭と新一の特別なシーンがある。
本作のオープニングの後半は阿笠博士が担当した。コナン以外がオープニングの語りを担当するのは、本作と次々作『迷宮の十字路』（担当者は服部平次）のみ。また、恒例の博士によるダジャレクイズ出題のタイミングは、基本はオープニング後の序盤だが、本作はオープニング前になっている。
作中には自分の未来の顔を予測して映し出す機械が登場し、この機械によってレギュラー陣の未来での姿が描かれる。未来での姿が描かれるというアイディアは、10年後の未来の世界が舞台となったOVA『10年後の異邦人』でも活用されている。
白鳥任三郎の声は、2000年5月10日に死去した塩沢兼人に代わり、本作以降は井上和彦が演じている。
本作から劇場版独自のストーリー路線がほぼ定着することになり、原作やテレビシリーズとはパラレルワールドのように描写されることが、2013年に第17作『絶海の探偵』のプレストーリーがテレビシリーズで放送されるまで続く。一方、本作以降も映画で初出の設定が原作に導入されることもある。また、本作オリジナルのゲストとして登場する風間英彦が『時計じかけの摩天楼』に登場する森谷帝二の弟子であるように、劇場版間の設定継承も存在している。
本作からオープニングに英語版映画タイトルも登場した（第2作『14番目の標的』から前作『瞳の中の暗殺者』までの英語版タイトルは劇場販売の映画ロゴ入りグッズなどで先行公開されていたが、本編映像やパンフレットに英語タイトルが併記されるようになったのは本作が最初となる）。
クライマックスでは、観客の子供にはわかりにくい加速度運動などの数式が登場しているが、その検算は監督のこだま兼嗣と青山の親族に確認してもらったという。
博士、灰原を含む少年探偵団、鈴木園子、回想・イメージを除き毛利小五郎がエピローグに初登場し、小五郎についてはモノローグだが締めの台詞を飾った。
2006年に読売テレビの『名探偵コナン』公式サイトにて開催された第9作『水平線上の陰謀』までの歴代映画9作品対象のテレビ放映リクエスト投票で、今作は総投票数55,529票のうち15,892票（総投票数のうち29%、次点『迷宮の十字路』は投票数15,520票・28%で僅差）を獲得し、1位を獲得した。
2016年にサイバード公式サイトにて開催された歴代映画19作品の人気投票で、今作は4位を獲得した。
アメリカ合衆国ではファニメーションによる英語吹き替え版が制作された。英語名は「Case Closed: Countdown to Heaven」。

## ストーリー
コナンは、阿笠博士や少年探偵団とのキャンプからの帰り道に、西多摩市に建設されてオープンを間近に控えたツインタワービルの見物へ向かう。ビルに着くと、入口に小五郎、蘭、園子の姿があった。ツインタワービルのオーナー・常盤美緒は小五郎の大学の後輩であり、オープン前に特別招待されていたのである。コナン達は美緒の秘書・沢口ちなみにビルを案内された後、広大な富士山が一望できる最上階のパーティー会場で、日本画の巨匠であり美緒の絵の先生でもある如月峰水、西多摩市議会議員の大木岩松、ビルの設計者・風間英彦を紹介される。各々がビルからの景色を楽しむ中、コナンは出入り口の前にジンの愛車である黒のポルシェ356Aが停まっていたことを知る。そしてその夜、ビルに入居しているホテルのスイートルームの一室で大木が何者かに刺殺される。遺体の横には二つに割られた猪口が置かれていた。
コナンと少年探偵団は大木殺害事件の調査を始める。その一環で専務の原佳明のマンションを訪れるが、彼はすでに遺体となっていた。その場にも割れた猪口が置かれていたため、警察は連続殺人として捜査を進める。一方、その裏ではジンとウォッカが、灰原（シェリー）がツインタワービルのオープンパーティーに参加するという情報を掴んでいた。
パーティーの当日、園子が灰原そっくりのウェーブの髪型で現れる（10年後の顔を予測する機械に出力された写真が不本意なものだったため、灰原を参考にイメージチェンジを図ったもの）。パーティーでは如月の富士山の絵を紹介するため照明が落とされるが、明かりがつくと絵の前に美緒の遺体が吊るされていた。
コナンが事件の真相に辿り着いた直後、灰原と実は組織の一員で裏切ったために粛清された原が持ち去ったデータを始末するべく、黒の組織が仕掛けた爆弾が次々と爆発し、ビル内は停電する。コナン達はVIP用の展望エレベーターに乗り込むが、その途中、ジンが園子をシェリーと誤認し狙撃を図る。コナンの機転で銃撃は回避されるが、エレベーターが停止してしまう。コナンと蘭はB棟へ避難するが、少年探偵団がまだ出ていないことを知ったコナンはターボエンジン付きスケートボードを使ってA棟60階に戻り、探偵団と合流する。
コナンは探偵団の3人を先に屋上へ行かせ、自身は灰原と共にパーティー会場へ戻る。そこには一連の事件の犯人である如月がいた。動機は富士山画家である彼が長年通い、3年前からは仕事場を兼ねた家まで建てた丘からの富士の眺めをツインタワービルによって阻害されたことであり、割られた猪口はビルで分断された富士山を表していた。全てを白状した如月は自殺を図るが、麻酔銃でコナンに眠らされる。
屋上がウォッカによる爆破でガソリンの引火、さらにA棟75階にも爆弾が仕掛けられていることから鎮火も待てず、ビルから脱出しあぐねていたコナンは、展示されていたフォード・マスタング コンバーチブルに乗り、爆風の勢いを利用してB棟の屋上にあるプールへ飛び移る方法を思いつく。爆発と同時に発車するために灰原がタイマーを読み上げることとなったが、灰原は30秒を切っても計測をやめようとしない。灰原は自身が犠牲となるつもりだったのだ。しかし元太と光彦が強引に灰原の命を救い、さらにコナンの活躍で全員が無事に脱出に成功した。

## 登場人物

### レギュラーキャラクター

#### 江戸川コナンと周辺の人物
本作では、黒の組織の暗躍が絡み、コナンたちも様々な立場で事件に関わっていく。
江戸川 コナン（えどがわ コナン）
声 - 高山みなみ
本作の主人公。本来の姿は「東の高校生探偵」として名を馳せている工藤新一だが、黒ずくめの組織に飲まされた毒薬・APTX4869の副作用で小学生の姿になっている。
ツインタワービルを訪れた黒の組織の動向に不審を抱く。父・優作から自動車の運転を教わっていたことが判明する。
毛利 蘭（もうり らん）
声 - 山崎和佳奈
本作のヒロイン。新一の幼なじみかつガールフレンドで、関東大会で優勝するほどの空手の達人。
ツインタワービル設置のコンピューターマシーンで10年後の姿を予測計算した際、小五郎曰く「若い頃の英理にそっくり」な姿が映し出された。ツインタワービル脱出の際は、腰に消火栓のホースを巻きつけ、コナンを抱きかかえながら決死のバンジージャンプを敢行して窮地を脱する。
毛利 小五郎（もうり こごろう）
声 - 神谷明
蘭の父親で「眠りの小五郎」の異名で有名な私立探偵。コナンの保護者。元警視庁捜査一課強行犯係の刑事。
ツインタワービル設置のコンピューターマシーンで10年後の姿を予測計算は拒否しているが、同じく拒否したコナンには強引に測らせている。
ツインタワービルのオープンパーティーのゲームで、懸賞品であるフォード・マスタング コンバーチブル（以下、マスタング・コンバーチブル）を獲得する。
工藤 新一（くどう しんいち）
声 - 山口勝平
コナンの本来の姿で高校生探偵。
蘭がツインタワービル爆破火災で追い詰められて決死のダイブを敢行する際に、蘭がコナンに新一の面影を見て彼女の心の支えとなる。それ以外はコナンが変声機を使った蘭との電話の会話である。
灰原 哀（はいばら あい）
声 - 林原めぐみ
本作のキーパーソン。本名は宮野志保。元黒の組織の一員かつAPTX4869の開発者で、「シェリー (Sherry)」のコードネームを与えられていた科学者。姉の宮野明美を殺されたために自ら薬を飲み、小学生の姿になって脱走した。コナンの正体を新一と知る数少ない人物の一人。
ツインタワービル設置のコンピューターマシーンで10年後の姿を予測計算は、コナンと同様拒否したが、こちらは元太と光彦によりマシーンに乗せられ、エラーが発生した。
姉・宮野明美のアパートに電話をして彼女の声が入った留守電を聞くことで孤独を紛らわせていたが、コナンと少年探偵団の支えで乗り越える。
阿笠 博士（あがさ ひろし）
声 - 緒方賢一
コナンの正体を新一と知る数少ない人物の一人で、発明家。
ツインタワービルの機械で10年後の姿を予測計算するが、現在と外見が全く変わっていなかった。
吉田 歩美（よしだ あゆみ）、小嶋 元太（こじま げんた）、円谷 光彦（つぶらや みつひこ）
声 - 岩居由希子（歩美）、高木渉（元太）、大谷育江（光彦）
本作のキーパーソン。少年探偵団の3人。クライマックスでは重要な役割を担う。
ツインタワービル設置のコンピューターマシーンで10年後の姿を予測計算したところ、歩美はかなりの美少女になっていたのに対し、元太と光彦は不満だった様子。
元太は「米粒一つでも残すと罰が当たる」と母の教えを光彦と灰原に話す。
歩美と光彦は、個別に蘭に恋愛相談をしている。歩美はコナンのことが好きだが、コナンが蘭のことを好きだと見抜いて不安視している。光彦は歩美が好きだったが、最近は転校してきた灰原にも魅かれていることを自覚して悩んでいる。
鈴木 園子（すずき そのこ）
声 - 松井菜桜子
蘭の同級生で親友。鈴木財閥の令嬢で、蘭や新一とは幼なじみでもある。
ツインタワービル設置のコンピューターマシーンで予測計算された10年後の姿に不満を持ち、灰原の様に髪型をウェーブ気味にするが、これが原因でジンに「シェリー（灰原）」と誤認され、危うく射殺されそうになる。
目暮 十三（めぐれ じゅうぞう）
声 - 茶風林
警視庁刑事部捜査一課強行犯捜査三係の警部。
一連の殺人事件の捜査を担当する。
白鳥 任三郎（しらとり にんざぶろう）
声 - 井上和彦
警視庁捜査一課のキャリア組警部。
高木 渉（たかぎ わたる）
声 - 高木渉
警視庁捜査一課の刑事で巡査部長。
千葉刑事（ちば - ）
声 - 千葉一伸
警視庁捜査一課の刑事で巡査部長。
トメさん
声 - 中嶋聡彦
警視庁鑑識課の鑑識官。「トメさん」と愛称で呼ばれているが、フルネームは作中では不詳。

#### 黒の組織
新一に薬を飲ませて幼児化させた世界規模の犯罪組織。
ジン (Gin)
声 - 堀之紀
組織の実行部隊のリーダーで射撃にも優れている。
宮野明美の留守電から、シェリーがツインタワービルに行くことを突き止め、別のビルからライフルで射殺しようとした。
ウォッカ (Vodka)
声 - 立木文彦
組織の幹部でジンの腹心。
ジンとは別の場所でツインタワービルにいるはずのシェリーを捜索する。
宮野 明美（みやの あけみ）
声 - 玉川紗己子
元・黒の組織の一員で、故人。灰原の正体である宮野志保の姉で、死ぬ間際にコナンの正体を新一と知らされた。
本作では、電話に録音された声とコナンのイメージのみ登場。

### オリジナルキャラクター

#### 容疑者
常盤 美緒（ときわ みお）〈36〉
声 - 藤田淑子
TOKIWAの社長で、ツインタワービルのオーナー。
常盤財閥の令嬢。美人で商才もあるが未だ独身。小五郎が在籍していた米花大学のゼミの後輩で、ツインタワービル完成前に彼らを招待した。現在はビルの最上階にあるVIPルームを自宅にしており、胸には自身で購入した変わった形のブローチを着けている。
大木 岩松（おおき いわまつ）〈55〉
声 - 渡部猛
市議会議員。ツインタワー建設に大きく貢献した西多摩市の市議。
実際には市長よりも権力があり、ツインタワービルを建設するために社長の美緒と専務の原から賄賂を渡され、建築に関する市の条例を強引に改正させた。この件から美緒は大木に頭が上がらず、風間も感謝せざるを得なくなっている。
コナン達との初対面時は、昼間からかなり酔っ払っていた。
沢口 ちなみ（さわぐち ちなみ）〈29〉
声 - 久川綾
TOKIWAの社長秘書。
コナン一行を出迎えてツインタワービルを案内した。猪年生まれで猪突猛進な性格。それについて原からはからかわれた。
犯行現場に残されていた猪口から、猪年生まれで苗字に「口」が付き、さらに汚職事件を追及する記者だった父親（故人）の正義感を受け継いでいるとして小五郎から犯人だと指摘される。ツインタワービル爆発事件が発生したことで一旦解放され、炎上するビルからコナンと女性陣の避難誘導に尽力する。
その後、爆破により崩落する連絡橋を蘭以外の女性陣と命からがら渡りきりB棟45階に避難したことから、人目を掻い潜ってA棟75階に戻り、コナンと灰原と対峙することは不可能になったため事実上、容疑者から外れた。
原 佳明（はら よしあき）〈32〉
声 - 橋本晃一
TOKIWAの専務取締役。
優秀なプログラマーとしての顔も持ち、最新ゲームのプログラムを担当している。チョコレート好きで、人前でも平然と摘んでしまうため美緒には子供っぽいと呆れられている。アトラクションを見学していたコナン一行に「自分の10年後の顔を予測して映し出す機械」を披露するが、コナンと灰原の顔だけエラーになってしまい不思議がっていた。
大木の殺害の時に、容疑者4名の中で彼のみアリバイがあった。
物腰が柔らかく少年探偵団に懐かれており、試作中のゲームの感想を聞くために探偵団を自宅のマンションに誘うが、探偵団が訪問した時には殺害されていた。
風間 英彦（かざま ひでひこ）〈41〉
声 - 小杉十郎太
ツインタワービルを設計した建築家。
『時計じかけの摩天楼』に登場した建築家・森谷帝二の弟子だが、芸術家タイプの森谷とは違い技術家タイプの建築家。ツインタワービルのどの位置からでも富士山が一望できる設計を望むも、地盤の関係から頓挫してしまった経験がある。自宅にあるCADシステムの画面にはトロピカルランドの観覧車が映っていた。
少年探偵団の調査には快く応じており、幼い子供の写真を見せ、親バカだと話していた。「設計の段階で大木さん以外とは揉めたのか」と聞かれた際には動揺した表情を見せていた。
如月 峰水（きさらぎ ほうすい）〈60〉
声 - 永井一郎
日本画家。
富士山の絵で有名な日本画の巨匠。弟子の美緒との関係は悪く、自分の絵を高値で売りさばいたことに立腹している。
3年前に、富士山が一望できるあさひ野の丘を丸ごと購入して家を建てた。事件の調査に訪れた少年探偵団を一喝したが、手ぶらでは帰りづらいだろうと探偵団の似顔絵をプレゼントする優しい一面も見せている。杖を突いているが老人扱いされることを嫌い、エレベーターへの優先的な搭乗を断り階段で移動している。
キャラクター原案は原作者の青山剛昌が担当した。また、声優を担当した永井一郎も青山剛昌の推薦である。

#### その他
塚本 元（つかもと はじめ）〈51〉
声 - 菅原淳一
ツインタワービルの保安主任。
TOKIWA社員
声 - 小西克幸、井上隆之
美緒にVIP専用エレベーターを無断で使用したことを注意された二人組の男性社員。ジンの愛車であるポルシェ356Aを目撃したと語ってコナンを驚かせた。
ドーナツ売り子
声 - 赤木美絵
蘭と歩美が恋愛相談をしたドーナツショップの売り子。
検視官
声 - 一条和矢
原佳明殺害事件の検視を担当した老検視官。
解剖してみないと正確には断定できないとしつつも、目暮警部に検視結果を報告していた。
母親
声 - 百々麻子
パーティーに赤ん坊を抱いて参加していた女性。
コナンを除く少年探偵団が脱出中に65階からエレベーターに乗ろうとするが無理だったが、彼らに譲られる形でで搭乗する。
小五郎はこの赤ん坊が後ろで戯れたことで、マスタング・コンバーチブルを獲得できた。
消防隊長
声 - 宇垣秀成
ツインタワービルで発生した爆発事件の陣頭指揮を執る。

## スタッフ
- 原作 - 青山剛昌
- 監督・絵コンテ - こだま兼嗣
- 脚本 - 古内一成
- 演出 - 原田奈奈
- キャラクターデザイン・総作画監督 - 須藤昌朋
- デザインワークス - 宍戸久美子
- 作画監督 - 河村明夫、糸島雅彦
- アクション作画監督・レイアウトチェッカー - 清水義治
- メインタイトルCGアニメーション - 西山仁
- 特殊効果 - 林好美
- 美術監督 - 渋谷幸弘
- 色彩設計 - 西香代子
- 色指定 - 中尾聡子
- 撮影監督 - 野村隆
- 編集 - 岡田輝満
- 音響監督 - 小林克良
- 音響効果 - 横山正和
- 音響制作デスク - 加藤知美、山口さやか
- 音楽 - 大野克夫
- ストーリーエディター - 飯岡順一
- アシスタントプロデューサー - 斎藤朋之、西村政行
- プロデューサー - 諏訪道彦、吉岡昌仁
- アニメーション制作 - 東京ムービー
- 製作 - 「名探偵コナン」製作委員会（小学館、読売テレビ放送、ユニバーサルポリドール 、小学館プロダクション、東宝、トムス・エンタテインメント）
- 配給 - 東宝

## テレビ放送
| 回数 | 番組名（放送枠名） | 放送形態 | 放送日         | 放送時間（JST） | 放送分数 | 平均世帯視聴率 | 平均個人視聴率 | 備考 |
| ---- | ------------------ | -------- | -------------- | --------------- | -------- | -------------- | -------------- | --- |
| 1    | 通常拡大枠         |          | 2002年4月1日   | 19:00-21:09     | 129分    | 18.1%          |                | 映画シリーズとしては初めて21時にまたがって放送。 |
| 2    | 通常拡大枠         |          | 2006年10月2日  | 18:45-20:54     | 129分    | 11.5%          |                | 劇場版リクエスト企画で第1位（総得票数15892票）に選ばれた記念として放送。なお、この日は21:00 - 22:48に『名探偵コナンドラマスペシャル』を放送したため、「4時間ぶっ通しコナン祭り」として放送された。 |
| 3    | 金曜ロードSHOW!    |          | 2012年12月14日 | 21:00-22:54     | 114分    | 13.9%          |                | デジタルリマスター版を放送。 それ以前にもキッズステーションでは2010年3月から同年4月にかけて本作を含む歴代劇場版がデジタルリマスター版で放送された。                                                |
| 4    | 金曜ロードショー   |          | 2021年4月23日  | 21:00-22:54     | 114分    | 10.0%          |                | 同年4月16日に劇場版24作目『緋色の弾丸』が公開されることを記念して放送。 2020年1月に番組が実施した視聴者人気投票にて第3位（総得票数55182票）を獲得した。                                            |
| 5    | 金曜ロードショー   |          | 2023年9月15日  | 21:00-22:54     | 114分    |                |                | 劇場版26作『黒鉄の魚影』の大ヒットを記念して放送。 |

## 音楽

### 主題歌
倉木麻衣「always」
作詞 - 倉木麻衣  / 作曲 - 大野愛果 / 編曲 - Cybersound
CD版とはエンディングのアレンジが異なっており、フェードアウトではなくなっている（テレビ版のEDにおいても同様）。
本作以降、主題歌がフルコーラスで流れるようになった。
今作では、劇場版では初めて挿入歌「キミがいれば」が使用されず、コナンがターボエンジン付きスケートボードでB棟60階を飛び越えるシーンには、メインテーマが使用されている。

### サウンドトラック

#### 収録曲
1. 名探偵コナン メイン・テーマ（天国ヴァージョン）
2. ドライブ気分
3. 阿笠博士を囲んで
4. 阿笠クイズ
5. 哀が電話を…~ジンのテーマA
6. ツインタワービルへ
7. 10年後の歩美
8. パーティー会場へ
9. 雄大な富士山
10. 哀のサスペンス~ジンのテーマB
11. 蘭のお姉さんぶり
12. 捜査会議
13. 容疑者は?
14. コナン登場~少年探偵団捜査へ
15. 映画BGM
16. 怪しげな部屋
17. 哀のテーマA
18. 第2の殺人事件
19. 現場検証
20. ジンのテーマC
21. 逆探知
22. 哀のテーマB（ピアノ・ヴァージョン）
23. 黒装束の謎
24. 30秒当てゲーム
25. ゲームスタート~ピッタリ賞
26. 日本画の紹介
27. 第3の犠牲者
28. 小五郎の推理
29. 爆破計画スタート
30. 出動開始
31. コナン推理
32. エレベーターからの脱出
33. 煙が行く手を阻む~ジンのテーマD
34. 蘭の決意~ホースに火が
35. 危機迫る~コナン出動
36. コナンの直感
37. 男の心情
38. 怒りのメッセージ
39. コナンの決断
40. 哀の予感~ジンのテーマE
41. テーブルの下に爆弾~急げ
42. コナンの賭け
43. 作戦行動~いよいよ発進
44. ジンのテーマF
45. 哀のテーマC
46. ほのぼの
47. エンディング
48. 作戦行動（ロング・ヴァージョン）(Bonus Track)

## 映像ソフト化
- DVD - 2001年12月21日発売[15]（廉価版・2011年2月25日発売[16]、英語版・2010年1月19日発売[17]）
- VHS - 2002年4月10日発売[18]
- BD - 2011年9月23日発売[19] （廉価版・2018年12月7日発売[20]。）

## 関連本